# S180細胞
S180 (全稱CCRF S-180 II) 是小鼠肉瘤細胞系 ，細胞表面沒有標記性蛋白質主要組織相容性複合體。由於S180細胞能夠在小鼠中的快速生長和增殖，所以已被廣泛應用於癌症研究。該細胞系最初是從瑞士小鼠的軟組織腫瘤中分離出來的。

## 外部連結
- Cellosaurus entry for S180 （页面存档备份，存于）